# Santa-Lucia-di-Moriani
Santa-Lucia-di-Moriani est une commune française située dans la circonscription départementale de la Haute-Corse et le territoire de la collectivité de Corse. Elle appartient à l'ancienne piève de Moriani.

## Urbanisme

### Typologie
Au 1er janvier 2024, Santa-Lucia-di-Moriani est catégorisée bourg rural, selon la nouvelle grille communale de densité à sept niveaux définie par l'Insee en 2022.
Elle appartient à l'unité urbaine de Penta-di-Casinca, une agglomération intra-départementale regroupant sept  communes, dont elle est une commune de la banlieue,,. La commune est en outre hors attraction des villes,.
La commune, bordée par la mer Méditerranée, est également une commune littorale au sens de la loi du 3 janvier 1986, dite loi littoral. Des dispositions spécifiques d’urbanisme s’y appliquent dès lors afin de préserver les espaces naturels, les sites, les paysages et l’équilibre écologique du littoral, tel le principe d'inconstructibilité, en dehors des espaces urbanisés, sur la bande littorale des 100 mètres, ou plus si le plan local d’urbanisme le prévoit.

### Occupation des sols
L'occupation des sols de la commune, telle qu'elle ressort de la base de données européenne d’occupation biophysique des sols Corine Land Cover (CLC), est marquée par l'importance des forêts et milieux semi-naturels (58 % en 2018), une proportion sensiblement équivalente à celle de 1990 (59,2 %). La répartition détaillée en 2018 est la suivante : 
forêts (43,9 %), zones urbanisées (24,4 %), milieux à végétation arbustive et/ou herbacée (14,1 %), zones agricoles hétérogènes (13,2 %), cultures permanentes (4,3 %), espaces verts artificialisés, non agricoles (0,1 %). L'évolution de l’occupation des sols de la commune et de ses infrastructures peut être observée sur les différentes représentations cartographiques du territoire : la carte de Cassini (XVIIIe siècle), la carte d'état-major (1820-1866) et les cartes ou photos aériennes de l'IGN pour la période actuelle (1950 à aujourd'hui).

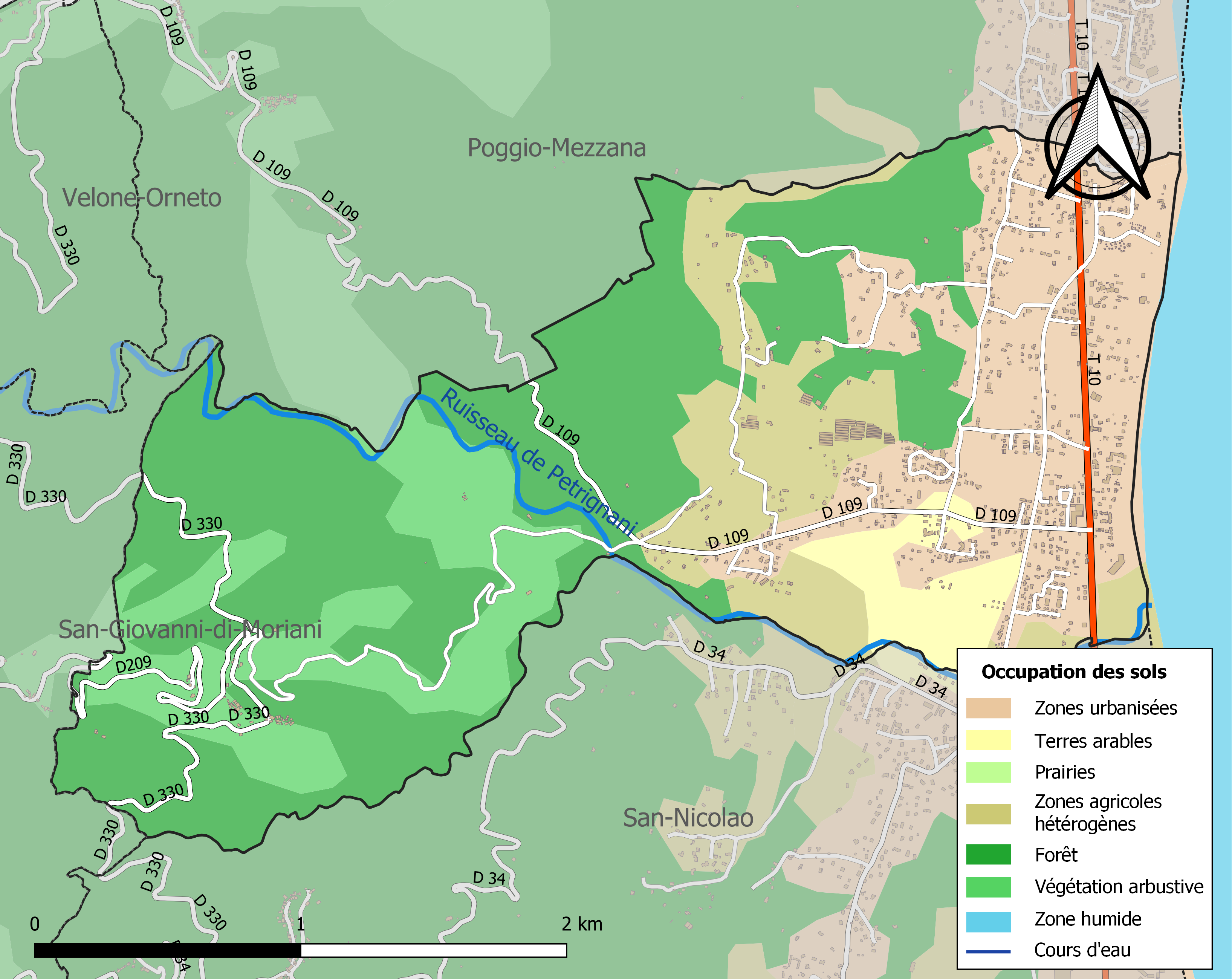
Carte des infrastructures et de l'occupation des sols de la commune en 2018 (CLC).

## Histoire
Dans sa Description de la Corse écrite vers 1522-1531, Agostino Giustiniani, décrit  Santa Lucia comme une paroisse de la piève de Moriani, située dans le Terzero di Mezzo, et dépendante de l'évêché de Mariana.
La paroisse de Santa-Lucia (parfois appelée Venzolasca, du nom d’un des villages qui la compose et qu’il convient de ne pas confondre avec le village éponyme de Casinca situé plus au nord), était composé de deux villages pratiquement contigus, Coccola et Venzolasca, tous deux situés légèrement en surplomb de l’église paroissiale de Santa-Lucia. Ces deux communautés possédaient leur propre chapelle et, du moins dans les deux premiers tiers du XVIIe siècle, leur propre milice. Coccola, était encore appelé Cochula, Cocula, Cucula, ou Santo Bastiano di Cuchula en référence au nom de sa chapelle consacrée à Saint Sébastien. La chapelle de la Venzolasca était consacrée à Notre-Dame des Sept Douleurs. Santa-Lucia comprenait encore, un peu plus au nord et en surplomb, les hameaux de Piazze et Bonaldo, composés de quelques maisons et qui semblent n’avoir jamais possédé de chapelle.
En 1646 Santa-Lucia comptait 250 âmes répartis entre 54 feux. Le village de Coccola était dominé par la famille caporali des Coccola et celui de Venzolasca par la lignée militaire des Giappiconi fortement alliée par des mariages croisés avec les Coccola.

## Politique et administration

### Liste des maires
| Période                                  | Période  | Identité                 | Étiquette | Qualité          |
| ---------------------------------------- | -------- | ------------------------ | --------- | ---------------- |
| maire en 1968                            | ?        | François RICCI           | PCF       | Ancien résistant |
| avant 1988                               | ?        | Guy RIOLI                | PCF       |                  |
| mars 2001                                | 2008     | Pasquin POLI             | UMP       |                  |
| mars 2008                                | En cours | Jean Antoine SANGUINETTI | UMP-LR    | Retraité         |
| Les données manquantes sont à compléter. |          |                          |           |                  |

## Population et société

### Démographie
L'évolution du nombre d'habitants est connue à travers les recensements de la population effectués dans la commune depuis 1800. Pour les communes de moins de 10 000 habitants, une enquête de recensement portant sur toute la population est réalisée tous les cinq ans, les populations de référence des années intermédiaires étant quant à elles estimées par interpolation ou extrapolation. Pour la commune, le premier recensement exhaustif entrant dans le cadre du nouveau dispositif a été réalisé en 2005.

En 2022, la commune comptait 1 517 habitants, en évolution de +9,53 % par rapport à 2016 (Haute-Corse : +5,15 %, France hors Mayotte : +2,11 %).
| 1800 | 1806 | 1821 | 1831 | 1836 | 1841 | 1846 | 1851 | 1856 |
| ---- | ---- | ---- | ---- | ---- | ---- | ---- | ---- | ---- |
| 305  | 312  | 618  | 284  | 288  | 306  | 248  | 354  | 273  |

| 1861 | 1866 | 1872 | 1876 | 1881 | 1886 | 1891 | 1896 | 1901 |
| ---- | ---- | ---- | ---- | ---- | ---- | ---- | ---- | ---- |
| 266  | 251  | 242  | 241  | 224  | 266  | 291  | 272  | 297  |

| 1906 | 1911 | 1921 | 1926 | 1931 | 1936 | 1946 | 1954 | 1962 |
| ---- | ---- | ---- | ---- | ---- | ---- | ---- | ---- | ---- |
| 315  | 356  | 330  | 439  | 370  | 311  | 233  | 256  | 234  |

| 1968 | 1975 | 1982 | 1990 | 1999  | 2005  | 2006  | 2010  | 2015  |
| ---- | ---- | ---- | ---- | ----- | ----- | ----- | ----- | ----- |
| 235  | 291  | 543  | 772  | 1 003 | 1 153 | 1 219 | 1 138 | 1 368 |

| 2020  | 2022  | - | - | - | - | - | - | - |
| ----- | ----- | - | - | - | - | - | - | - |
| 1 519 | 1 517 | - | - | - | - | - | - | - |

## Culture locale et patrimoine

### Lieux et monuments
- A Madonna : Chapelle se trouvant dans la plaine de la commune.
- Église paroissiale de Santa Lucia. Elle est inscrite à l'Inventaire général du patrimoine culturel[13].
- Chapelle Saint Sébastien dans le hameau de Coccola
- Chapelle Notre Dame des Sept Douleurs dans le hameau de Venzolasca

D'après l'inventaire général du patrimoine culturel 

### Personnalités liées à la commune
- Pierre Hubert Bonaldi, directeur régional des services pénitentiaires de Paris[14]
- Giacomo Coccola, capitaine au service de la république de Venise[15]
- Giulio Coccola,  capitaine au service de la république de Venise
- Marc Antonio Coccola, capitaine au service de la république de Venise
- Nicolas de Coccola, missionnaire catholique en Colombie Britannique au XIXe siècle (en) Margaret Whitehead, They Call Me Father: Memoirs of Father Nicolas Coccola, Vancouver, University of British Columbia press, 1988
- Raymond de Coccola (1912-1995), oblat de Sainte-Marie immaculée, missionnaire chez les esquimaux canadiens[16]
- Antonio Francesco Giappiconi, capitaine des troupes du Royaume anglo-corse  (1794-1796), insurgé de la révolte de la Crocetta (1797), puis de celle en faveur de Paul 1er de Russie (1800).
- Giacinto Giappiconi, colonel au service de la république de Venise et gouverneur militaire de Crema
- Marc Antonio, Giappiconi, cousin germain du précédent, également colonel au service de la république de Venise et gouverneur militaire de Crema à la mort de Giacinto.
- Niccolò Giappiconi, capitaine au service de la république de Venise mort au combat contre les Ottomans durant la guerre de Morée, frère du colonel Giacinto Giappiconi